# Imperi del Vietnam
L'Imperi del Vietnam (vietnamita: Đế quốc Việt Nam; Hán tự: 越南帝國; japonèsベトナム帝国) va ser un breu estat clientelar de l'Imperi japonès que va governar el Vietnam entre l'1 de març i el 23 d'agost de 1945.

## Història

### Antecedents
En el marc de la Segona Guerra Mundial, després de la caiguda de França i la implantació del règim de Vichy, els francesos van perdre el control efectiu d'Indoxina en favor dels japonesos, però aquests no ho van oficialitzar, deixant que l'administració colonial francesa mantingués el poder de iure. Això va canviar el 9 de març de 1945, moment en què els japonesos van donar un cop i van prendre el poder oficialment. Per aconseguir el suport del poble vietnamita, els japonesos van declarar que retornarien la sobirania al Vietnam. L'emperador Bảo Đại va declarar que el tractat de Huế (1884), fet amb França, ja no tenia vigència. Trần Trọng Kim, reconegut historiador i acadèmic, va ser l'escollit per dirigir el govern com a primer ministre.

### Qüestions constitucionals

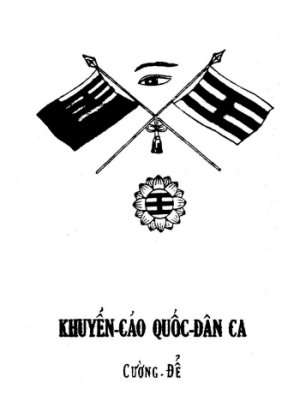
Khuyến-cáo quốc-dân ca (Cường-để).

Kim i els seus ministres van passar bona part del temps discutint qüestions constitucionals quan es van trobar per primera vegada, a Huế, el 4 de maig de 1945. Una de les primeres resolucions que van prendre va ser reanomenar el país com a Việt Nam. Això es considerava una tasca significant i urgent. Implicava unitat territorial; "Việt Nam" havia estat l'elecció de l'emperador Gia Long des que s'havia unificat el territori modern del Việt Nam al 1802. A més, aquesta era la primera vegada que els nacionalistes vietnamites del nord, el centre i el sud del país eren reconeguts amb el mateix nom. Al març, els activistes del nord es referien al país com a Đại Việt (Gran Việt), nom utilitzat durant el segle xv per la dinastia Lê i els seus predecessors, mentre que al sud i al centre del país, els líders utilitzaven el terme An Nam (Sud pacífic) o Đại Nam (Gran sud, terme utilitzat pels Senyors Nguyễn).
Kim també va reanomenar les regions del país: el nord (l'antiga Tonkin o Bắc Kỳ) va esdevenir Bắc Bộ; la regió central (antiga Annam o Trung Kỳ) es va convertir en Trung Bộ; i la franja sud (abans la Cotxinxina o Nam Kỳ), seria Nam Bộ. Kim va promoure aquests canvis fins i tot quan els japonesos només li havien donat autoritat al nord i al centre del país. Quan els francesos van acabar la conquesta del país, el 1885, només el sud del Vietnam era una colònia directa (la Cotxinxina). El nord i el centre eren regions designades com a protectorats (Tonkin i Annam, respectivament). Quan es va proclamar l'imperi del Vietnam, els japonesos van mantenir el control directe de Cotinxina, tal com havien fet fins aleshores els seus predecessors francesos.
Thuận Hóa, nom precolonial de Huế, va ser restaurada. Els funcionaris de Kim van treballar per trobar un substitut al concepte francès d'"Annamite", utilitzat per descriure el poble vietnamita i les seves característiques a la literatura francesa i al llenguatge de l'administració. "Annamite" era considerat com un terme denigrant, essent reemplaçat per "Vietnamien" (vietnamès). A part de Thuận Hóa, aquests termes han estat acceptats internacionalment des que Kim va ordenar els canvis. Com que les autoritats colonials franceses havien distingit clarament entre les tres regions que formaven Vietnam; "Tonkin", "Annam" i "Cotxinxina", amb l'objectiu de remarcar la manca d'una cultura o integració política nacional, els primers actes de Kim van ser interpretats com a simbòlics, així com el final de la frustració que durant generacions havia suposat entre d'intel·lectualitat i els revolucionaris vietnamites.
El 12 de juny de 1945, Kim va escollir una nova bandera nacional, fons groc amb tres barres vermelles horitzontals, en record del Li Kwai del Yijing, així com un nou himne nacional, l'antic himne Dang Dan Cung (El rei munta al seu tron). Aquesta decisió posava fi a tres mesos d'especulació sobre la nova bandera del país.